# Erigeron pseudoseravschanicus
Erigeron pseudoseravschanicus là một loài thực vật có hoa trong họ Cúc. Loài này được Botsch. mô tả khoa học đầu tiên năm 1959.